# Ufomammut
Ufomammut ist eine italienische Band. In ihrer Musik vermischt sie Elemente aus Stoner Doom, Doom Metal und Drone Doom.

## Geschichte
Die Band wurde 1999 im Piemont in Italien gegründet. Ufomammut veröffentlichten ihr erstes Album, Godlike Snake bei Beard of Stars Records im Jahr 2000. Diesem folgte 2004 Snailking. Dies war das zweite vollwertige Album. Snailking wurde 2009 bei Supernatural Cat Records wiederveröffentlicht. 2007 nahm die Band Supernaturals: Record One zusammen mit der Band Lento auf. Das vierte Album von Ufomammut, Idolum, wurde 2008 veröffentlicht. Ihr fünftes Album, Eve, erschien 2010. 2012 folgte dann die Veröffentlichung des Albums Oro: Opus Primum, welches als zweiteiliges Werk angelegt ist. Der zweite Teil soll voraussichtlich im Herbst 2012 veröffentlicht werden.
Die Auftritte von Ufomammut werden vom Video- und Graphik-Studio Malleus unterstützt. Dabei handelt es sich um ein Kunst- und Rock-Kollektiv.

## Diskografie
Alben
- 2000: Godlike Snake LP/CD – Beard of Stars
- 2004: Snailking CD – The Music Cartel
- 2005: Lucifer Songs LP + DVD/CD + DVD – Rocket Recordings/Supernatural Cat
- 2007: Supernaturals: Record One mit Lento – CD – SupernaturalCat
- 2008: Idolum LP/CD – SupernaturalCat
- 2010: Eve LP/CD – Supernatural Cat (5/5/10)
- 2012: Oro: Opus Primum erster Teil eines zweiteiligen Albums
- 2012: Oro: Opus Alter zweiter Teil des zweiteiligen Albums
- 2015: Ecate
- 2017: 8 – Neurot Recordings
- 2019: XX
- 2022: Fenice

Video/DVD
- 2005: Lucifer Songs DVD – Supernatural Cat
- 2014: XV: Fifteen Years of Ufomammut (DVD) (2014) [Ufomammut live in Studio] – Supernatural Cat

Wiederveröffentlichungen
- 2009: Snailking Double LP – Supernatural Cat

Kompilationen
- 2000: Stone Deaf Forever!
- 2000: Blue Explosion – Tribut an Blue Cheer
- 2001: The Mob’s New Plan